# カール・ルイス
フレデリック・カールトン・ルイス（Frederick Carlton "Carl" Lewis, 1961年7月1日 - ）は、アメリカ合衆国の男子元陸上競技選手。
身長188cm・体重88kgの体躯を駆って、国際陸上競技連盟の世界順位に初めて載った1979年から1996年のオリンピック終了までに、10のオリンピックメダル（うち9つが金メダル）と10の世界選手権メダル（うち8つが金メダル）を獲得した。

## 経歴
アラバマ州バーミングハムに生まれニュージャージー州で育つ。
1983年の第1回世界陸上競技選手権大会・ヘルシンキ大会で、100m、走幅跳、4×100mリレーの3種目を制覇。初のメジャータイトルを獲得し、陸上競技界のスターの地位を確立する。
1984年のロサンゼルスオリンピックで、100m、200m、走幅跳、男子4×100メートルリレーの4種目にエントリーし、全種目で金メダルを獲得した。これは1936年のジェシー・オーエンスの偉業に並ぶものであった。
1987年の世界陸上競技選手権大会・ローマ大会では、4年前のヘルシンキ大会と同じ、100メートル、走幅跳、4×100メートルリレーの3種目を制する。
1988年のソウルオリンピックの選考会では、ドーピング検査で興奮剤に陽性反応が出てしまい、出場停止になるところであったが、最終的に出場を許可される。この時検出されたのはエフェドリン（感冒薬の成分）など。だが、この関連で一部から運動能力向上のドーピングを疑われることになり、現在は反ドーピング派である。100mでのベン・ジョンソンとの対決が注目を集めたが、決勝ではジョンソンの後塵を拝する。だが、レース後のドーピング検査でジョンソンの金メダルが剥奪され、ルイスが金メダルを獲得した。また、走幅跳は制したものの、200メートルでは2位となり、生涯唯一のオリンピック銀メダルを獲得する。4×100mリレーは、ルイスが出場しなかった準決勝でバトン中継でミスがあり失格に終わった。
この後、ルイスは個人短距離種目で次第に苦戦するようになっていたが、走幅跳では実力を誇示し続けていた。
1991年の世界陸上競技選手権大会・東京大会では、100mで当時の世界記録となる9秒86をマークして優勝し、人類で初めて100mを9秒8台で走った男となった（リロイ・バレルも同じタイミングで9秒88をマークしている）。走幅跳ではマイク・パウエルとの激闘の末、世界記録をマークしたパウエルに次ぐ2位であった。なお、ルイスはこの大会で会心のジャンプを連発しており、追い風参考ながら世界記録（当時）を上回る8m91を跳び、また5回目に跳んだ8m87は公認記録における生涯ベストとなった。4×100mリレーも世界新記録で優勝した。
1992年のバルセロナオリンピックでは、走幅跳と男子4×100mリレーで金メダルを獲得。
男子4×100mリレーでは100m金メダルのリンフォード・クリスティとのアンカー対決があったが、アメリカがリードしていたこともありルイスの圧勝であった。
1996年のアトランタオリンピックでは、ルイスは35歳となっていたが、走幅跳で金メダルを獲得し、オリンピック個人種目4連覇の偉業を達成した。
1997年に競技を引退し、俳優に転身した。
2021年現在、母校である米国ヒューストン大学においてアシスタントコーチを務め8年目になる。

## エピソード
19歳のときに走幅跳で幻のモスクワオリンピックの代表にも選ばれており、オリンピック代表に通算5度選ばれている。
1982年7月の全米スポーツフェスティバルで、走幅跳の4度目の試技で大ジャンプを見せたが、つま先が出たということでファールとなった。ジェイソン・グリムズは30フィート（9m14cm）、ルイス本人は30フィート2インチ（9m19cm）を跳んでいたとコメントしている。
1984年のNBAドラフトの10巡目全体208位[:en]でシカゴ・ブルズに、NFLドラフトの12巡目全体334位[:en]でダラス・カウボーイズに指名されたが、入団しなかった。NBA、NFLの歴史上、それぞれバスケットボール未経験者、アメリカンフットボール未経験者がドラフト指名されること自体極めて異例。
両親は元陸上競技選手、兄はサッカーの元アメリカ代表選手、妹のキャロル・ルイスは走幅跳の選手で1983年世界陸上競技選手権大会で銅メダルを獲得したまさにエリートスポーツ一家であった。
1980年代には歌手活動もしており（#音楽作品を参照）、日本の歌番組にも出演したことがある。
菜食主義者向けの本「Very Vegetarian」の中では、1990年3月、ダイエットで食事を抜くのは自分に合わないと気付いたこと、1990年7月に乳製品や鶏卵などを含む動物性食品を排除したヴィーガンになる決意をしたこと、ヴィーガンになってアスリートとして最高の年を迎えた、という内容が語られている。
2007年にドナルド・マクドナルド・ハウスの支持者となり、同団体のイベント活動に参加をはじめる。
2008年にはワールド・ハーモニー・ランに出場し、自由の女神前で点火して第一走者として走った。
日本の元読売ジャイアンツ監督である長嶋茂雄とは夏季オリンピックや世界陸上を通じて公私ともに親交があった。世界陸上東京大会では同大会の日本テレビリポーターを務めていた長嶋がルイスに対して、「ヘイ、カール!」と気安く呼びかけたことが話題となった。

## 主な実績
| 年   | 大会                   | 場所                               | 種目         | 結果 | 記録   |
| ---- | ---------------------- | ---------------------------------- | ------------ | ---- | ------ |
| 1979 | パンアメリカンゲームズ | サンフアン(プエルトリコ)           | 走幅跳       | 3位  | 8m13   |
| 1981 | IAAFワールドカップ     | ローマ(イタリア)                   | 走幅跳       | 1位  | 8m15   |
| 1983 | 世界陸上競技選手権大会 | ヘルシンキ(フィンランド)           | 100m         | 1位  | 10秒07 |
| 1983 | 世界陸上競技選手権大会 | ヘルシンキ(フィンランド)           | 走幅跳       | 1位  | 8m55   |
| 1983 | 世界陸上競技選手権大会 | ヘルシンキ(フィンランド)           | 4×100mリレー | 1位  | 37秒86 |
| 1984 | オリンピック           | ロサンゼルス(アメリカ合衆国)       | 100m         | 1位  | 9秒99  |
| 1984 | オリンピック           | ロサンゼルス(アメリカ合衆国)       | 200m         | 1位  | 19秒80 |
| 1984 | オリンピック           | ロサンゼルス(アメリカ合衆国)       | 走幅跳       | 1位  | 8m54   |
| 1984 | オリンピック           | ロサンゼルス(アメリカ合衆国)       | 4×100mリレー | 1位  | 37秒83 |
| 1987 | パンアメリカンゲームズ | インディアナポリス(アメリカ合衆国) | 走幅跳       | 1位  | 8m75   |
| 1987 | 世界陸上競技選手権大会 | ローマ(イタリア)                   | 100m         | 1位  | 9秒93  |
| 1987 | 世界陸上競技選手権大会 | ローマ(イタリア)                   | 走幅跳       | 1位  | 8m67   |
| 1987 | 世界陸上競技選手権大会 | ローマ(イタリア)                   | 4×100mリレー | 1位  | 37秒90 |
| 1988 | オリンピック           | ソウル(韓国)                       | 100m         | 1位  | 9秒92  |
| 1988 | オリンピック           | ソウル(韓国)                       | 200m         | 2位  | 19秒79 |
| 1988 | オリンピック           | ソウル(韓国)                       | 走幅跳       | 1位  | 8m72   |
| 1991 | 世界陸上競技選手権大会 | 東京(日本)                         | 100m         | 1位  | 9秒86  |
| 1991 | 世界陸上競技選手権大会 | 東京(日本)                         | 走幅跳       | 2位  | 8m91   |
| 1991 | 世界陸上競技選手権大会 | 東京(日本)                         | 4×100mリレー | 1位  | 37秒50 |
| 1992 | オリンピック           | バルセロナ(スペイン)               | 走幅跳       | 1位  | 8m67   |
| 1992 | オリンピック           | バルセロナ(スペイン)               | 4×100mリレー | 1位  | 37秒40 |
| 1993 | 世界陸上競技選手権大会 | シュトゥットガルト(ドイツ)         | 100m         | 4位  | 10秒02 |
| 1993 | 世界陸上競技選手権大会 | シュトゥットガルト(ドイツ)         | 200m         | 3位  | 19秒99 |
| 1996 | オリンピック           | アトランタ(アメリカ合衆国)         | 走幅跳       | 1位  | 8m50   |

## 自己記録
- 100m - 9秒86（1991年8月25日）
- 200m - 19秒75 （1983年6月19日）
- 走幅跳 - 8m87 （1991年8月30日、世界歴代3位）

## 著書
- 『カール・ルイス アマチュア神話への挑戦』（ジェフリー・マークス共著、山際淳司翻訳、日本テレビ放送網、1991/7、ISBN 978-4820391173）
- 『永遠への212日　ビクトリー・ラップをもう一度』（ジェフリー・マークス共著、小林信也翻訳、自由国民社、1996/12、ISBN 978-4426760021）

## 音楽作品
アルバム
- I・D・A・T・E・N（1985年）
  - デビューアルバム。「CARL LEWIS & ELECTRIC STORM」名義
- Modern Man（1987年）

シングル
- He's A Star / Come Back My Baby Girl（1985年、12インチシングル）
  - 「I・D・A・T・E・N」からのシングルカット。「CARL LEWIS & ELECTRIC STORM」名義。収録曲の「The Song For Children」はLP未収録
- Love Will Do（1986年）日本では佐川急便の CMソング、CMキャラクターに起用された。
- Break It Up（1987年）

## タイトル
| 先代 ジェームズ・サンフォード | 100mシーズンベスト記録保持者 1981-1982 | 次代 カルヴィン・スミス       |
| 先代 カルヴィン・スミス       | 100mシーズンベスト記録保持者 1984-1985 | 次代 Chidi Imoh               |
| 先代 Chidi Imoh               | 100mシーズンベスト記録保持者 1987-1988 | 次代 レイモンド・スチュワート |
| 先代 リロイ・バレル           | 100mシーズンベスト記録保持者 1991      | 次代 リンフォード・クリスティ |
| 先代 カルヴィン・スミス       | 100m世界記録保持者 1988/9/24-1990/6/14 | 次代 リロイ・バレル           |
| 先代 リロイ・バレル           | 100m世界記録保持者 1991/8/25-1994/7/6  | 次代 リロイ・バレル           |
| 先代 Phil Epps                | 200mシーズンベスト記録保持者 1983-1984 | 次代 ローレンゾ・ダニエル     |
| 先代 フロイド・ハード         | 200mシーズンベスト記録保持者 1987      | 次代 ジョー・デローチ         |